# Franz Fayot
Franz Fayot (ur. 28 lutego 1972 w Luksemburgu) – luksemburski polityk i prawnik, parlamentarzysta, w latach 2019–2020 przewodniczący Luksemburskiej Socjalistycznej Partii Robotniczej (LSAP), w latach 2020–2023 minister.

## Życiorys
Syn polityka Bena Fayota. Z wykształcenia prawnik, z zawodu adwokat praktykujący w firmie prawniczej FischFayot. W 1994 wstąpił do Luksemburskiej Socjalistycznej Partii Robotniczej, w 2013 został członkiem ścisłych władz tej partii. W 2013 po raz pierwszy uzyskał mandat posła do luksemburskiego parlamentu. Ponownie zasiadł w parlamencie po wyborach w 2018. Utrzymał mandat deputowanego także w wyniku wyborów w 2023.
W styczniu 2019 został nowym przewodniczącym LSAP. W lutym 2020 dołączył do rządu Xaviera Bettela jako minister gospodarki oraz minister współpracy rozwojowej i pomocy humanitarnej. W tym samym roku przestał kierować LSAP. Stanowiska rządowe zajmował do listopada 2023.